# رنه بوندو
رنه بوندو (فرانسوی: René Bondoux‎; ۲۶ مهٔ ۱۹۰۵ – ۶ مهٔ ۲۰۰۱) شمشیرباز اهل فرانسه بود.
وی در مسابقات کشوری و بین‌المللی در مجموع برندهٔ ۱ مدال طلا، ۱ مدال نقره شده‌است.